# Епархия Мехикали
Епа́рхия Мехика́ли (лат. Dioecesis Mexicalensis) — епархия Римско-католической церкви с центром в городе Мехикали, Мексика. Епархия Мехикали входит в митрополию Тихуаны. Кафедральным собором епархии Мехикали является церковь Пресвятой Девы Марии.

## История
25 марта 1966 года Римский папа Павел VI издал буллу Qui secum reputet, которой учредил епархию Мехикали, выделив её из архиепархии Тихуаны. В этот же день епархия Мехикали вошла в митрополию Эрмосильо.
25 ноября 2006 года епархия Мехикали вошла в митрополию Тихуаны.
26 января 2007 года епархия Мехикали передала часть своей территории для возведения новой епархии Энсенады.

## Ординарии епархии
- епископ Manuel Pérez-Gil y González (1966 – 1984);
- епископ José Ulises Macías Salcedo (1984 – 1996);
- епископ José Isidro Guerrero Macías (1997 – по настоящее время).

## Источник
- Annuario Pontificio, Libreria Editrice Vaticana, Città del Vaticano, 2003, стр. 958, ISBN 88-209-7422-3
- Булла Qui secum (лат.)